# Bernard de Millau
Bernard (ou Bernat) de Millau, né en 1045 et mort en 1079 à Marseille, est un prélat français du Moyen Âge.
En 1065, il devint abbé de Saint-Victor de Marseille et le restera jusqu'en 1079, date à laquelle son frère le cardinal Richard de Millau lui succédera. Son abbatiat est l'un de ceux qui marque l'âge d'or du monastère pendant tout le XIe siècle. Il devient l'un des artisans majeurs de la Réforme grégorienne en France.

## Origine
Bernard de Millau est l'un des fils de Richard II, vicomte de Millau et de Rixinde, fille de Bérenger, vicomte de Narbonne. Il appartient à la famille vicomtale de Millau et du Gévaudan. Par sa mère, il est allié à la famille vicomtale de Narbonne, elle-même proche des comtes de Besalù (Gérone, Catalogne) et de la maison de Carcassonne.
On lui connaît au moins sept frères et sœurs. Trois fils (Bérenger, Raimond et Hugues) se partagent le pouvoir vicomtal. Il semble qu'il soit aussi apparenté à la famille des vicomtes de Marseille par une de ses sœurs, Rixende, épouse de Geoffroi de Marseille.
Bernard se destine comme son frère Richard à la carrière ecclésiastique. En 1061, Bernard devient moine à Saint-Victor.

## Généalogie
Source principale : Florian Mazel - La noblesse et l'Église en Provence, fin Xe-début XIVe siècle
```
 Richard II (? - 1051), 
vicomte de Millau
 (1023) et de 
Gévaudan
 (av.1048)
 ???? ép. Rixindis (? - ap.1080), fille de Bérenger Ier (? - 1067), 
vicomte de Narbonne
, et de Garsindis de Bésalù (? - 1059)        
       │
       ├─ Bérenger (v.1026,1029 - ap.1080;v.1090) vicomte de Millau (1051)
       │  1049  ép. Adela(v.1035 - 1071), 
vicomtesse de Carlat
-Lodève
       │        │
       │        ├─ 
Richard III
 (v.1050 - 1134), vicomte (v.1090), 
comte de Rodez
 (1112)
       │        └─ 
Gerbert
(v.1053 - v.1110), alias 
Gilbert
 (? - v. 1110), vicomte
       │           1073?ép. 
Gerberge de Provence
, 
comtesse de Provence

       │                │
       │                ├─ 
Douce
 (? - 1127 ou 1129) alias 
Dolça
, épouse en 1112 
Ramon Berenger
, 
comte de Barcelone
 
       │                └─ 
Etiennette
 (? - 1160) alias 
Stéphanie
 ou 
Stéphania
, épouse Raimon des Baux 
       ├─ Raimon 
       ├─ 
Bernard de Millau
 (? - 1082), abbé de 
Saint-Victor
 (1064-1079) 
       ├─ 
Richard
 (? - 1121), cardinal-prêtre (1078), abbé de Saint-Victor (1079-1106), 
archevêque de Narbonne
 (1106-1121))
       ├─ Uc
       ├─ Rixindis (av.1035 - ap.1079)
       │  1045  ép. 
Jaufre 
I
er
, 
vicomte de Marseille
 (v.1015-v.1091) 
       │        │
       │        ├─ Jaufre II (av.1050 - ap.1079)
       │        ├─ 
Aicard
(v.1050 - v.1113), 
archevêque d'Arles
 (1070-1080)
       │        ├─ Uc alias Uc Jaufre Ier (av 1050 - ap.1110), vicomte de Marseille  
       │        ├─ Azalaïs, moniale à 
Saint-Sauveur
 de Marseille (1077) ?
       │        ├─ Raimon (1079)
       │        ├─ 
Pons de Peynier
, vicomte de Marseille (1079-1122)
       │        ├─ Fouque, moine de 
Saint-Victor
 (1079-1103)
       │        └─ Peire Jaufre, moine  de Saint-Victor (av.1079 - ap.1104)), 
archevêque d'Aix
 (1082-1099 ou 1102),
       │            retiré à Saint-Victor (1099 ou 1102-ap.1104)
       ├─ Arsindis (? - ?)
       │ ????  ép. Aicfred de Lévézou
       │        │
       │        └─ 
Arnaud de Lévézou
, archevêque de Narbonne (1112-1149)
       └─  Y (? - ?)
????  ép. X, vicomte de Bruniquel
                │
                └─ 
Aton de Bruniquel
 (? - 1128), archevêque d'Arles
[
2
]
 (1115-1128)
```

## Abbé de Saint-Victor

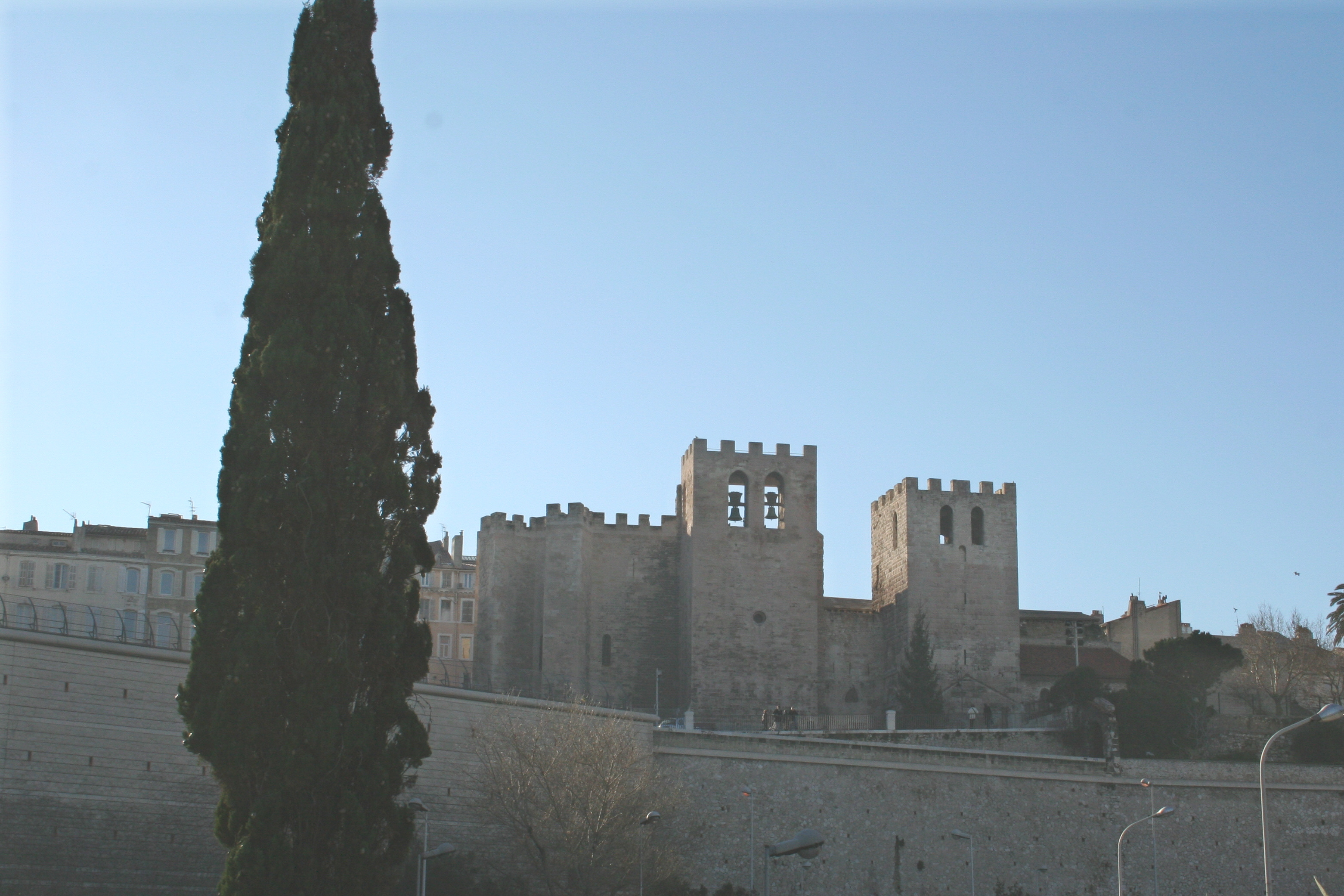
L'abbaye de Saint-Victor. Façade Nord des s donnant sur le Vieux-Port de Marseille.

Il est élu en 1065 abbé de la puissante abbaye. Son élection bénéficie d'une confirmation par le vicomte de Marseille qui affirme ainsi ses prérogatives. Il est aussi, si l'on suit les historiens contemporains dont Florian Mazel, au cœur des actions menées par la papauté pour diffuser la réforme grégorienne en France.
Le monastère bénéficie du double appui de la papauté et des puissantes familles vicomtales de Marseille et de Millau. De très nombreuses donations pendant les quatorze ans de son mandat agrandissent encore la puissance de l'abbaye qui rayonne du Languedoc jusqu'en Sicile.
Vers 1080 Giselle ou Galsuinde et encore Gisela de Bigorre, épouse de Centulle Ier de Bigorre (1080-1090), vicomte du Béarn depuis 1060, union annulée en 1074 par injonction du pape Grégoire VII et le jugement d'Amathus, évêque d'Oloron, légat du pape et de Bernard de Millau, abbé de Saint-Victor de Marseille, auxquels le pape avait attribué la connaissance de cette cause pour cause de parenté. Séparée en 1078 et conduite par le légat, et Guillaume archevêque d'Aix en ce prieuré, elle reçut l'habit monacal des mains de saint Hugues. Elle devint prieure et y décéda dans sa charge

## Légat du Pape
En 1075, il semble que Bernard est à Rome, en compagnie de l'évêque de Mende, son cousin, pour assister au concile qui se réunit à l'initiative de Grégoire VII.
En 1076, le pape le nomme légat en Castille. Aux lendemains de Canossa, en 1077, il est envoyé en légation à la cour impériale. Sur le chemin du retour, il est fait prisonnier et doit à Hugues, l'abbé de Cluny, sa libération. Il se réfugie une année à l'abbaye de Hirsau.
Courant 1079, il rentre à Marseille pour y mourir. Son frère Richard lui succède en tant qu'abbé de Saint-Victor de Marseille. Le 2 novembre, Grégoire VII approuve l'élection de Richard et confirme que Saint Victor devait être l'égale de Cluny, reliée directement au siège apostolique.

### Sources
- Les Cartulaires méridionaux, s.d. Daniel Le Blévec, ed. École des Chartes, Paris, 2006,  (ISBN 2-900791-80-4)
- Florian Mazel, La noblesse et l'Église en Provence, fin Xe - début XIVe siècle, Paris, Éd. du CTHS, coll. « CTHS - Histoire », 2002, 803 p. (ISBN 2-7355-0503-0)